# Draconian Times MMXI
Draconian Times MMXI è un album dal vivo del gruppo musicale britannico Paradise Lost, pubblicato nel 2011 dalla Century Media.

## Il disco
Registrato all'HMV Forum di Londra nel mese di aprile dello stesso anno, contiene l'esecuzione dal vivo dell'intero album in studio del 1995 Draconian Times. In aggiunta due brani dall'album recente Faith Divides Us - Death Unites Us.

## Tracce
1. Enchantment
2. Hallowed Land
3. The Last Time
4. Forever Failure
5. Once Solemn
6. Shadowkings
7. Elusive Cure
8. Yearn for Change
9. Shades of God
10. Hands of Reason
11. I See Your Face
12. Jaded
13. Faith Divides Us, Death Unites Us
14. Rise of Denial

## Video
L'edizione in DVD con quattro tracce in più. Nel secondo disco vari video bonus ed extra. Ne è stata pubblicata una comprendente anche il CD.

### Disco 1
1. Enchantment
2. Hallowed Land
3. The Last Time
4. Forever Failure
5. Once Solemn
6. Shadowkings
7. Elusive Cure
8. Yearn for Change
9. Shades of God
10. Hands of Reason
11. I See Your Face
12. Jaded
13. Faith Divides Us, Death Unites Us
14. True Belief
15. One Second
16. Say Just Words
17. The Rise of Denial
18. As I Die

### Disco 2
1. On The Draconian Road
2. Interviews
3. Fan Interviews
4. Faith Divides Us Death Unites Us (promo video)
5. Rise of Denial (promo video)

## Formazione
- Nick Holmes - voce
- Gregor Mackintosh - chitarra
- Aaron Aedy - chitarra
- Stephen Edmondson - basso
- Adrian Erlandsson - batteria
- Milly Evans - tastiere, cori